# Comuna Berejnîțea, Dubrovîțea
Berejnîțea (în ucraineană Бережниця) este o comună în raionul Dubrovîțea, regiunea Rivne, Ucraina, formată din satele Berejnîțea (reședința), Bilași și Pidlisne.

## Demografie
Componența lingvistică a comunei Berejnîțea
     Ucraineană (99,16%)
     Alte limbi (0,84%)
Conform recensământului din 2001, majoritatea populației comunei Berejnîțea era vorbitoare de ucraineană (99,16%), existând în minoritate și vorbitori de alte limbi.